# Viktor Dostal
Viktor Dostal (* 4. Februar 1924 in Mährisch Schönberg, Tschechoslowakei; † 28. Dezember 2016) war ein österreichischer Virologe, der an der Entwicklung, Herstellung und Prüfung des Poliomyelitis-Impfstoffes nach Salk und an der Ausrottung der Pocken mit einem neu entwickelten, temperaturstabilen, lyophilisierten Impfstoff beteiligt war  (Eradikations-Programm der WHO).

## Leben und Wirken

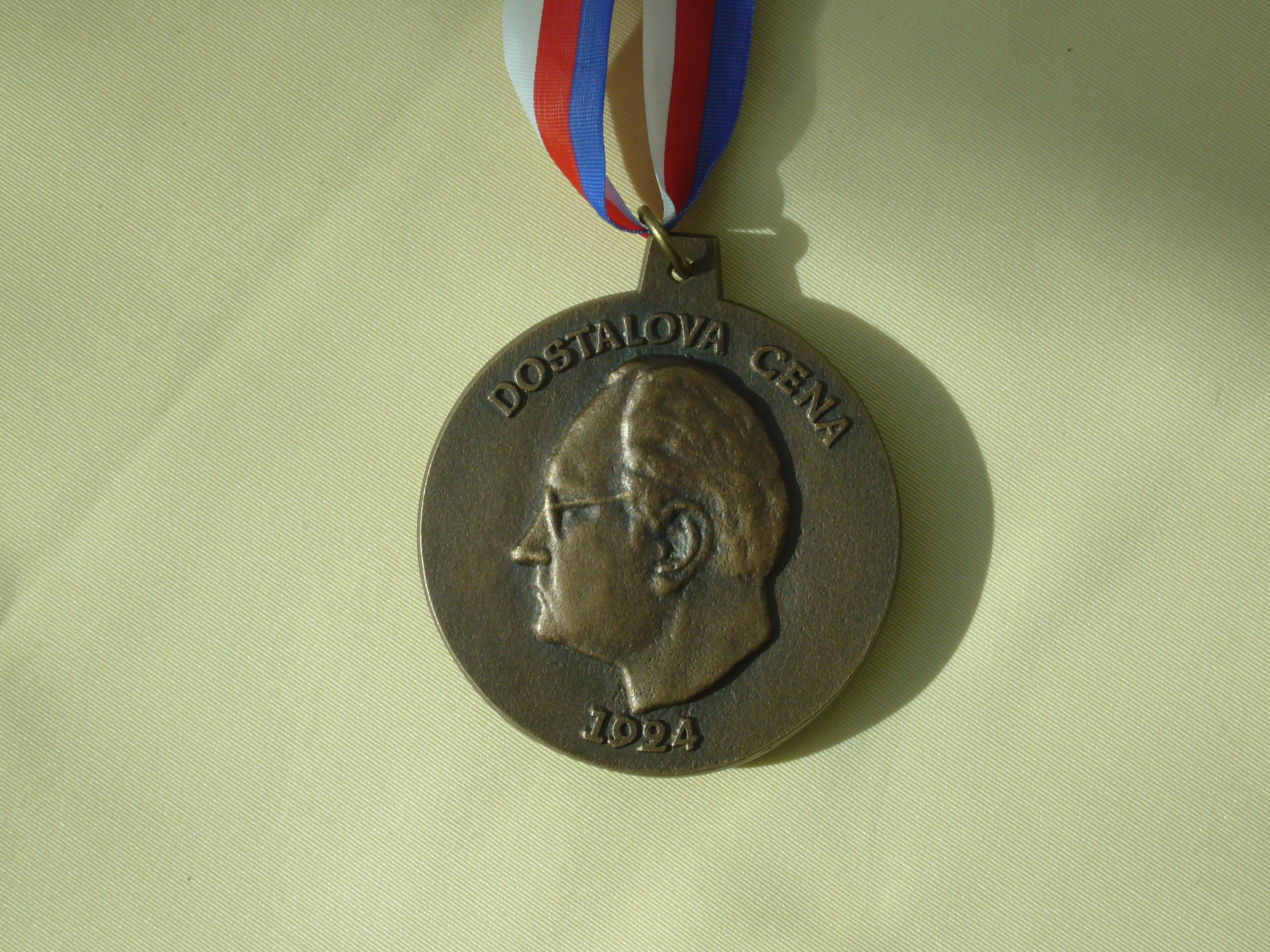
Voerderseite der Viktor Dostal Medaille

Dostal absolvierte sein Medizinstudium in Marburg/Lahn. 1951 promovierte er und spezialisierte sich auf Virologie, insbesondere der Entwicklung von Impfstoffen. Von 1952 bis 1957 war Dostal als Oberassistent bei Haas in den Behringwerken tätig, danach am Institut für Mikrobiologie und Hygiene der Universität Freiburg. 1960 übernahm er die Leitung der Virusimpfstoffe und Virusdiagnostik am Schweizerischen Serum- und Impfinstitut in Bern, wo er mit seinem Team einen neuen Pockenimpfstoff entwickelte. Von 1965 bis 1970 wirkte er als Oberarzt am Hygieneinstitut der Universität Graz und habilitierte sich für Hygiene und  Mikrobiologie. 1969 wurde er als WHO-Berater im Pockenausrottungsprogramm nach Pakistan, Irak, Libanon, Jordanien und Ägypten berufen. Von 1970 bis 1980 leitete er das Labor für Tumorvirologie am Krebsforschungsinstitut der Universität Wien und beschäftigte sich mit der onkogenen Bedeutung von Herpesviren. 1980 wurde Dostal an der Universität Wien zum außerordentlichen Universitätsprofessor ernannt. 1980 übernahm er die Leitung des Bundesstaatlichen Serumprüfinstitutes für die Prüfung von Impfstoffen und Blutderivaten. Gleichzeitig war er bis 1988 in zwei Expertengruppen des Europäischen Arzneibuches in Straßburg tätig.
Neben Auszeichnungen von verschiedenen Universitäten war Viktor Dostal seit 2008 Ehrenmitglied der Gesellschaft für Allergologie und klinische Immunologie der Vereinigung böhmischer Ärzte J.E. Purkinje. 1992 gründete er die „Dostal-Stiftung / Dostalova Cena“ in seinem Geburtsort Šumperk, die jährlich karitativen Zwecken dient. Sie wird vom Bürgermeister der Stadt organisiert.

## Schriften (Auswahl)
Monographien und Handbuchbeiträge:
- Progress in Medical Virology (1962)
- Schutzimpfungen (H. Spiess, 1966)
- Die Infektionskrankheiten des Menschen und ihre Erreger (A. Grumbach, W. Kikuth, 1969): Infektionen durch Viren der Pockengruppe
- Diagnostische Methoden in der klinischen Virologie (N.R. Grist, 1969)

Aufsätze:
- Die Herstellung von Gewebekulturen für die "in-vitro" - Züchtung von Poliomyelitis-Viren (1957)
- Über die Inaktivierung von Poliomyelitisviren mit Formaldehyd (1957)
- Elektronenoptische Arbeiten über die cytologischen Veränderungen von ECHO Virus Typ 9 und Herpes B Virus
- Untersuchungen zum Mechanismus der Formaldehydaktivierung von Poliomyekitisvirsn (1959)
- Die Reaktion zwischen Poliomyelitisviren und Formaldehyd: Ein partiell reversibler Vorgang (1959)
- Stability test of dried smallpox vaccine at various temperatures (1963)
- Zur Prophylaxe der postvaccinalen Enzephalitis; Die Problematik der Herstellung und Prüfung von inaktivierten Vaccine-Virus-Suspensionen
- Serologische Reaktionen bei Wiederimpflingen nach Pockenimpfung
- Herstellung von gereinigten, flüssigen und lyophilisierten Virus-Suspensionen (1968)
- Ergebnisse über den Impferfolg der Wiederimpfung mit Lebend- und inaktivierten Impfstoffen gegen Poliomyelitis (1969)
- Zur Objektivierung cerebraler Reaktionen nach Pockenimpfung von Erwachsenen (1970)
- The Tumor Enhancing Property of Herpes Simplex Virus Type-2 (HSV-2) (1976)
- Infected Animals and the Tumor-Enhancing Property of this Infection (Type-2 / HSV-2) (1977)
- Isolation and Characterization of the Growth-Stimulating Factor in Supernatants of Herpes Simplex Virus Type-2 (1982)